# صلاح فلاح
صلاح فلاح هو لاعب كرة قدم لبناني، لعب في مركز الوسط مع نادي حلمي سبور والحكمة ومنتخب لبنان لكرة القدم.
شارك داريان في أول مباراة ودية للمنتخب اللبناني ضد نادي تشميشوارا الروماني، بالإضافة إلى المباراة الدولية الأولى ضد فلسطين الانتدابية عام 1940، والتي خسرها اللبنانيون بنتيجة 5–1.